# 天主教卡洛坎教区
天主教卡洛坎教区 （拉丁語：Dioecesis Kalookana）是菲律賓一個羅馬天主教教區，屬天主教马尼拉总教区。轄區包括加洛坎市的一部分、納沃塔斯和馬拉翁。
2006年有教友1,121,000人、26個堂區、42名司鐸。現任教區主教為德奥格拉斯‧依纳爵。2003年6月28日升為教區。